# Pierre-Armand-Gaston Billotte
Pierre-Armand-Gaston Billotte, francoski general, * 1906, † 1992.